# KkStB-Tenderreihe 86
| kkStB 86 / BBÖ 86 / ÖBB 9086 | kkStB 86 / BBÖ 86 / ÖBB 9086                      | kkStB 86 / BBÖ 86 / ÖBB 9086                      |
| ---------------------------- | ------------------------------------------------- | ------------------------------------------------- |
| kkStB 86                     |                                                   |                                                   |
| Technische Daten             |                                                   |                                                   |
|                              |                                                   | Öltender                                          |
| Anzahl der Achsen            | 4                                                 | 4                                                 |
| Baujahr                      | 1902–1916                                         | 1902–1916                                         |
| Stückzahl                    | 127                                               | 127                                               |
| Radstand                     | 5300 mm                                           | 5300 mm                                           |
| Laufrad-Ø                    | 995 mm                                            | 995 mm                                            |
| Wasser                       | 21,0 m³                                           | 21,0 m³                                           |
| Kohle/Öl                     | 9,0 m³                                            | 10,9 m³ (ohne Ölbeh.)                             |
| Leergewicht                  | 22,2 t                                            | 22,9 t                                            |
| Dienstgewicht                | 50,0 t                                            | 52,6 t                                            |
| gekuppelt mit Lokomotiven    | 6, 106, 206, 306, 108, 10, 110, Ip, 210, 310, 470 | 6, 106, 206, 306, 108, 10, 110, Ip, 210, 310, 470 |

Die kkStB-Tenderreihe 86 war eine Schlepptenderreihe der k.k. Staatsbahnen (kkStB).

## Geschichte
Die kkStB beschaffte diese Tender für ihre Lokomotiven ab 1902.
Sie waren die ersten Drehgestelltender der kkStB.
Sie wurden in insgesamt 127 Exemplaren von Ringhoffer in Prag-Smichov, von der Lokomotivfabrik Floridsdorf, von der Böhmisch-Mährischen Maschinenfabrik, von der Wiener Neustädter Lokomotivfabrik, von der Lokomotivfabrik der StEG und von der Maschinenbau-Akt.-Ges. vorm. Breitfeld, Daněk & Comp. geliefert.
Diese Tenderreihe gehörte zu den Standardtendern der kkStB. Einige von ihnen waren mit Öltanks unterschiedlichen Fassungsvermögens ausgestattet.
Sechs Stück wurden 1936 zu Tendern für die zweite Serie der Schnellzuglokomotiven der Reihe 214 umgebaut. Sie erhielten die Bezeichnung 84.09 – 14. 

## Erhaltene Tender des Typs

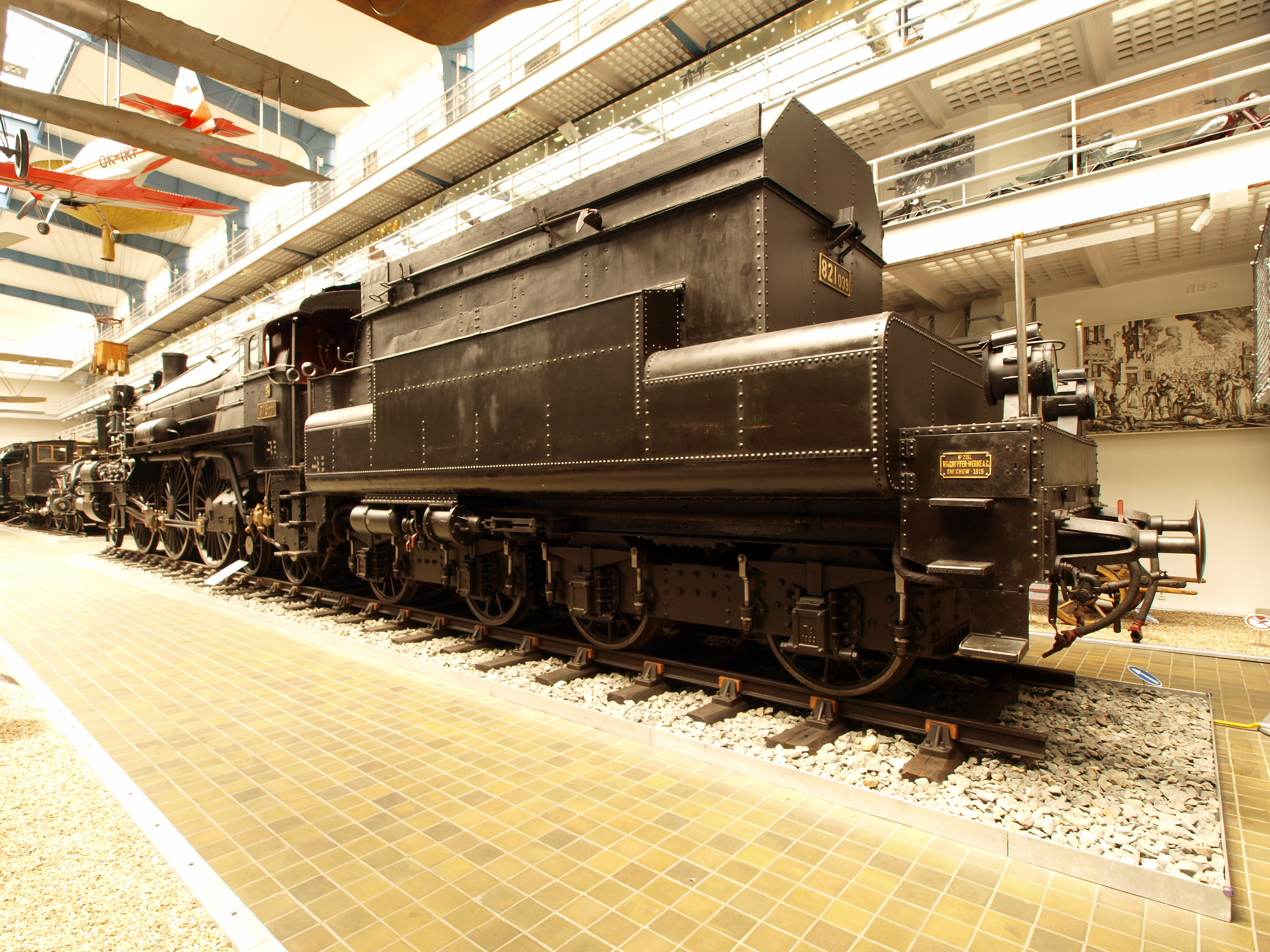
Tender ex 86.109 der 375.007 (ex kkStB 310.15) im Technischen Nationalmuseum in Prag

| Nummer | Eigentümer/Standort                                 | Tender von                |
| ------ | --------------------------------------------------- | ------------------------- |
| 86.98  | Technisches Museum Wien / Eisenbahnmuseum Strasshof | 310.23                    |
| 86.109 | Technisches Nationalmuseum in Prag                  | 375.007 (ex kkStB 310.15) |